# Route nationale 47 (Suède)
Pour les articles homonymes, voir Route nationale 47.
La route nationale 47 (en suédois : Riksväg 47) est une route nationale entre  Trollhättan et Oskarshamn en Suède,.

## Présentation
La route nationale 47 parcourt dans le comté de Västra Götaland, le comté de Jönköping et le comté de Kalmar.
La route nationale passe par Falköping, à l'extrémité sud du lac Vättern, Trollhättan, elle croise la route européenne 4 à Jönköping, puis traverse Nässjö et Vetlanda.
Elle se termine à sa jonction avec la route européenne 22 dans la ville portuaire d'Oskarshamn dans le détroit de Kalmar.
La longueur de la route est d'environ 327 kilomètres.
Cependant, 182 kilomètres de cette route sont communs avec d'autres routes.

## Galerie

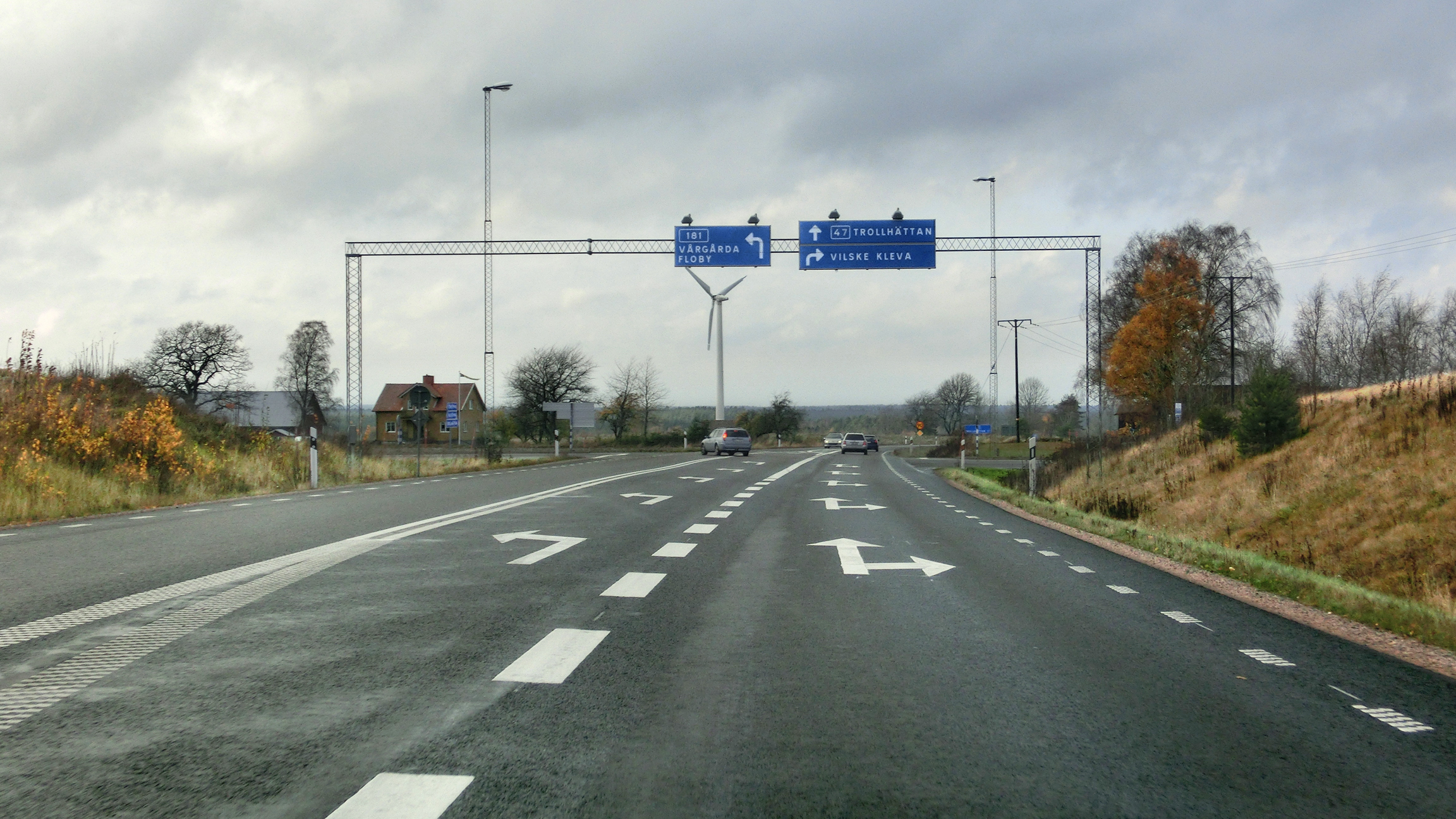
Le carrefour de Gökhem où se croisent la route régionale 181 et la route nationale 47.

## Tracé
- Trollhättan
- Grästorp
- Stora Levene
- Vara
- Emtunga
- Tråvad
- Odensberg
- Falköping
- Sandhem
- Mullsjö
- Bankeryd
- Jönköping
- Tenhult
- Forserum
- Äng
- Nässjö
- Stensjön
- Björköby
- Ekenässjön
- Vetlanda
- Sjunnen
- Holsbybrunn
- Kvillsfors
- Järnforsen (sv)
- Målilla (sv)
- Rosenfors (sv)
- Mörlunda (sv)
- Bockara
- Oskarshamn